# 로렌츠 곡선

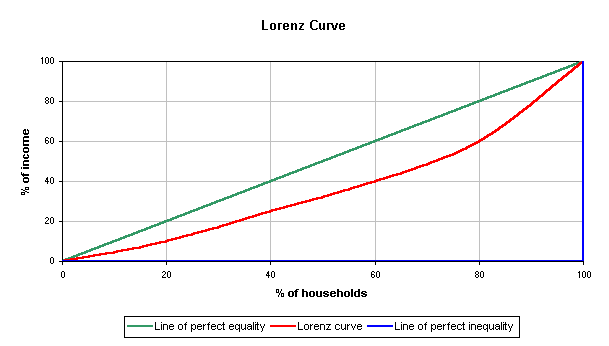
로렌츠 곡선

경제학에서 로렌츠 곡선(영어: Lorenz curve)은 하위 x%의 가구가 y%의 소득이 분배될 때의 확률 분포를 누적 분포 함수의 그래프로 나타낸 것이다. 로렌츠 곡선은 소득 분배 정도를 나타낼 때 주로 이용된다. 가구의 누적 백분율은 x축에, 소득의 비율은 y축에 표시한다. 로렌츠 곡선은 재산의 분포를 나타내는 데에도 사용될 수 있으며 사회적 불평등의 정도를 측정하는 척도로 사용한다. 로렌츠 곡선은 맥스 O. 로렌츠가 소득 분포를 나타내기 위해 개발하였다.

## 설명
로렌츠 곡선 위에 있는 모든 점은 "하위 x%의 가구는 총 소득의 y%를 얻는다"로 표현할 수 있다. 절대적 평등의 상황에서는 x=y가 성립한다. 한편 한 사람이 모든 재산을 차지하는 절대적으로 불평등한 사회에서는 "x" < 100%일 때 y = 0%이고 x=100%일 때 y=100%으로 나타낼 수 있다.
로렌츠 곡선에서 어떤 사회의 소득 분포를 나타낸 곡선과 절대적 평등의 선 사이의 면적이 곧 지니 계수이다. 지니 계수가 클수록 소득 분포의 불평등이 크다는 것을 의미한다.

## 성질
- 로렌츠 곡선은 항상 (0,0)에서 시작해 (1,1)에서 끝난다.
- 로렌츠 곡선은 확률 분포의 평균이 0이거나 무한일 경우에는 정의되지 않는다.
- 확률 분포에 대한 로렌츠 곡선은 연속함수이다. 하지만 불연속함수를 나타내는 곡선은 확률 분포곡선의 극한으로 나타난다. 그 예로 절대적 불평등의 선을 들 수 있다.
- 측정하여 얻어지는 변수가 음수를 취할 수 없을 때:
  - 로렌츠 곡선은 절대적 평등의 선 위로 올라가거나 절대적 불평등의 선 아래로 내려갈 수 없다.
  - 곡선은 증가함수이며
  - 볼록함수이다.
- 변수가 음수를 취할 수 있으나 평균이 양수일 때 로렌츠 곡선은 절대적 불평등의 선 아래로 내려가는 아래로 볼록한 함수이다.
- 변수로 음수를 취하고 평균이 음수일 때 로렌츠 곡선은 절대적 평등의 선 위로 올라가는 위로 볼록한 함수이다.

## 같이 보기
- 지니 계수
- 경제적 불평등

## 인용 목록
- Lorenz, M. O. (1905). “Methods of measuring the concentration of wealth”. 《Publications of the American Statistical Association》 9: 209–219. doi:10.2307/2276207.
- Gastwirth, Joseph L. (1972). “The Estimation of the Lorenz Curve and Gini Index”. 《The Review of Economics and Statistics》 54: 306–316. doi:10.2307/1937992.
- Chakravarty, S. R. (1990). 《Ethical Social Index Numbers》. New York: Springer-Verlag.
- Anand, Sudhir (1983). 《Inequality and Poverty in Malaysia》. New York: Oxford University Press.